# Сан-Романо-ін-Гарфаньяна
Сан-Романо-ін-Гарфаньяна, Сан-Романо-ін-Ґарфаньяна (італ. San Romano in Garfagnana) — муніципалітет в Італії, у регіоні Тоскана,  провінція Лукка.
Сан-Романо-ін-Гарфаньяна розташований на відстані близько 310 км на північний захід від Рима, 85 км на північний захід від Флоренції, 38 км на північ від Лукки.
Населення — 1442 особи (2014).
Щорічний фестиваль відбувається 9 серпня. Покровитель — San Romano.

## Демографія
Населення за роками:

Станом на 1 січня 2023 року в муніципалітеті офіційно проживав 41 іноземець з 13 країн, серед них 26 громадян країн Євросоюзу та 1 громадянин України.

## Сусідні муніципалітети
- Кампорджано
- П'яцца-аль-Серкьо
- П'єве-Фошіана
- Сіллано-Джункуньяно
- Вілла-Коллемандіна